# Hưng Bình (xã)
Hưng Bình là một xã thuộc huyện Đắk R'lấp, tỉnh Đắk Nông, Việt Nam.

## Địa lý
Xã Hưng Bình nằm ở phía tây nam huyện Đắk R'lấp, có vị trí địa lý:
- Phía đông giáp xã Đắk Sin
- Phía tây giáp tỉnh Bình Phước
- Phía nam giáp tỉnh Lâm Đồng với ranh giới là sông Đồng Nai
- Phía bắc giáp xã Đắk Ru.

Xã có diện tích 88,92 km², dân số năm 2007 là 3.465 người, mật độ dân số đạt 39 người/km².

## Hành chính
Xã Hưng Bình có 6 thôn, bon được chia thành 5 thôn: 1, 2, 3, 5, 6 và bon Châu Mạ.

## Lịch sử
Xã Hưng Bình được thành lập vào ngày 18 tháng 10 năm 2007 trên cơ sở điều chỉnh 8.892 ha diện tích tự nhiên và 3.465 người của xã Đắk Sin.
Ngày 30 tháng 9 năm 2019, Hội đồng Nhân dân tỉnh Đắk Nông ban hành Nghị quyết 24/NQ-HĐND về việc:
- Sáp nhập một phần thôn 4 vào thôn 2
- Sáp nhập một phần của hai thôn 4 và 7 vào thôn 5
- Sáp nhập phần còn lại thôn 4 vào thôn 6
- Sáp nhập phần còn lại thôn 7 vào bon Châu Mạ.